# Eccidio di Mirandola
L'eccidio di Mirandola fu una strage nazifascista compiuta il 22 febbraio 1945 a Mirandola in provincia di Modena, nel corso della quale furono uccisi per rappresaglia cinque partigiani.. 
Insieme all'eccidio di San Giacomo Roncole e all'eccidio di San Martino Spino, fu una delle più cruente stragi nazifasciste compiute nel territorio della bassa modenese.

## Antefatti
Negli ultimi mesi della seconda guerra mondiale i gruppi partigiani della Resistenza modenese, provata da un inverno particolarmente rigido, realizzarono diverse azioni contro le forze nazifasciste occupanti.

## La strage
Il 20 febbraio 1945 un soldato tedesco venne trovato ucciso a Mirandola in circostanze non del tutto chiare. Ad ogni modo, il Kommando Mirandola della Wehrmacht ordinò di eseguire una rappresaglia, che avvenne grazie alla disponibilità del distaccamento mirandolese della 26ª Brigata Nera "Mirko Pistoni" di Modena.
Il 22 febbraio cinque partigiani detenuti a Modena presso il carcere di Sant'Eufemia furono prelevati e, poco dopo il tramonto, furono uccisi per impiccagione agli alberi dei viali della circonvallazione di Mirandola, nelle vicinanze del palazzo ex GIL, che all'epoca costituiva la casa del fascio. I cadaveri dei partigiani rimasero appesi agli alberi per diversi giorni, quale monito alla popolazione e ai gruppi resistenti.
Il giorno successivo alla strage, il podestà di Mirandola Alberto Paltrinieri scrisse al capo della provincia di Modena, protestando per il «senso di orrore e la generale riprovazione» e affermando che «non sembra del tutto infondato il sospetto che l'uccisione sia avvenuta in seguito a un diverbio fra militari tedeschi».

## Vittime
1. Darfo Dallai detto "Nigra", nato a Carpi l'11 gennaio 1916, studente e intellettuale;
2. Cesare Degani, nato a Castelnuovo Rangone il 9 settembre 1921, agricoltore;
3. Aristide Ricci, nato a Montese l'11 novembre 1923, partigiano;
4. Remo Ricci, nato a Montese il 28 giugno 1920, partigiano;
5. Giorgio Ruggeri detto "Barba", nato a Montese il 1º gennaio 1921,  partigiano.

## Indagini
Nel maggio 1946 la Procura di Modena chiese ai carabinieri di indagare sulla strage, indicando il nome di Enrico Winkler (oppure Winlher), già capitano veterinario e comandante interinale della piazza di Mirandola, quale presunto responsabile dei reati di violenza con omicidio, vessazioni e maltrattamenti verso la popolazione civile del luogo. Il DJAG War crimes branch confermò nell'agosto 1947 che Winkler era loro prigioniero di guerra, detenuto prima in Germania e poi in Austria. L'ufficiale nazista respinse le accuse, limitandosi a riferire che egli aveva solamente riportato ai suoi superiori la notizia del soldato tedesco ucciso. Le autorità britanniche dissero che per procedere contro Winkler era necessario dimostrare che quanto da lui riferito fosse falso e che le vittime non erano già state condannate a morte dalla corte germanica per ragioni politiche. Per tali motivi, nell'ottobre 1947 l'indagine venne archiviata, non essendo possibile risalire ad altre informazioni né interrogare alcun testimone.
I documenti di tale indagine furono ritrovati nel cosiddetto "armadio della vergogna", detenuto presso la sede della Procura militare generale di Roma a palazzo Cesi-Gaddi e in cui erano stati occultati 695 fascicoli relativi a gravissimi episodi di stragi ed eccidi commesse dai nazisti e dai fascisti dal 1943 al 1945. per un totale di 15.000 vittime.

## Memoria
Alla memoria dei cinque martiri partigiani è dedicato l'omonimo viale d'ingresso settentrionale al centro storico di Mirandola, dove sono anche collocati cinque cippi che ricordano i loro nomi. Ogni anno, nell'anniversario della strage e della Liberazione, si svolge una cerimonia con deposizione di corone di fiori. Nei vicini giardini pubblici intitolati a Nino Lolli è collocato un monumento realizzato nel 1973.
L'Università di Modena ha concesso a Darfo Dallai la laurea honoris causa alla memoria in medicina e chirurgia.